# Columbia (szuperkontinens)
Columbia, más néven Nuna (Norther Eurasia and Northern America) vagy Hudsonland, az egyik ősi szuperkontinens volt a Földön. Először J.J.W Rogers and M. Santosh (2002) vetették fel, hozzávetőleg 1,8-1,5 milliárd évvel ezelőtti, tehát paleoproterozoikumi létezését. Zhao és szerzőtársai (2002) azt javasolták, hogy Columbia (Nuna) szuperkontinens egyesülésének befejezését a 2,1-1,8 milliárd évvel ezelőtti lemez összeütközések idejére tegyük. Columbia (Nuna), korábbi kontinenseket: (Laurentia, Baltica, Ukrán-pajzs, Amazóniai-pajzs és esetleg Szibéria, Észak-Kína és Kalahária) felépítő proto-kratonokból (elő-pajzsterületekből) állt. Columbia létezésének bizonyítása geológiai és paleomagnetikai adatokon alapszik.

## Mérete és helye
Columbia hosszát észak-déli irányban 12900 km-re becsülik és a legnagyobb szélessége körülbelül 4900 km lehetett. India keleti partja Észak-Amerika nyugati partjához kapcsolódott, Dél-Ausztráliával szemben pedig Nyugat-Kanada volt. Dél-Amerika legnagyobb része úgy fordult, hogy a mai Brazília nyugati széle Észak-Amerika keleti partjával volt egy vonalban, ami egy kontinentális határt alkotott, ami belenyúlt Skandinávia déli peremébe.

## Egyesülések
Columbia a 2,0-1,8 milliárd évvel ezelőtti globális méretű összeütközéses hegységképződések során állt össze és foglalta magába majdnem az összes kontinentális tömböt a Földön. A dél-amerikai és a nyugat-afrikai pajzsok a 2,1-2,0 milliárd évvel ezelőtti transzamazóniai és eburneani hegységképződések által egyesültek, a dél-afrikai Kaapvaal és Zimbabwe pajzsok mintegy 2 milliárd évvel ezelőtt ütköztek a Limpopo-övnek; Laurentia pajzsterülete az 1,7-1,8 milliárd évvel ezelőtti transz-hudsoni, penokeai, taltson-theloni, Wopmay, Ungava, Torngat és nagssugtoqidiai hegységképződések során alakult ki; a Kola, Karelia, Volga-uráli és Szarmatia pajzsok a Balticában egyesültek az 1,9-1,8 milliárd évvel ezelőtti Kola-Karélia, Svecofennian, volhinai-közép-oroszországi és Pachelma hegységképződések által; a szibériai Anabar és Aldan pajzsok az 1,9-1,8 milliárd évvel ezelőtti akitkai és középső-aldani hegységképződés során kapcsolódtak össze; a Kelet-Antarktisz és egy ismeretlen kontinentális tömb a Transz-antarktiszi-hegység keletkezése által egyesültek; dél- és észak-indiai tömböket a közép-indiai tektonikus zóna mentén egyesültek; az észak-kínai pajzs keleti és nyugati tömbjei pedig a mintegy 1,85 milliárd évvel ezelőtti észak-kínai hegységképződés által egyesültek. 

## Növekedés
Az egyesülések befejeződését követően mintegy 1,8 milliárd évvel ezelőtt kezdődően a szuperkontinens Columbia hosszú tartamú (1,8-1,3 milliárd évvel ezelőtt), alábukásokhoz kapcsolódó növekedésen ment át, a kulcsfontosságú kontinentális peremek növekedésén keresztül, kialakítva 1,8-1,3 milliárd évvel ezelőtt egy nagy magmatikus növekedési övet, a mai Észak-Amerika, Grönland és Baltica déli partja mentén. Ez magába foglalta 1,8-1,7 milliárd évvel ezelőtt Yavapait (Arizóna), az észak-amerikai Közép-Alföld és makkovikiai öveket, 1,7-1,6 milliárd évvel ezelőtt Mazatzal és a labradori öveket, 1,5-1,3 milliárd évvel ezelőtt a Szent Ferenc és Pavinaw öveket és 1,3-1,2 milliárd évvel ezelőtt az észak-amerikai elzeviriai övet; az 1,8-1,7 milliárd évvel ezelőtti grönlandi Ketilidian-övet és az 1,8-1,7 milliárd évvel ezelőtti transz-skandináviai tüzes övet, az 1,7-1,6 milliárd évvel ezelőtti kongsberggi-gót övet és az 1,5-1,3 milliárd évvel ezelőtti baltikai svéd gránitos övet. 

## Fordítás
Ez a szócikk részben vagy egészben  a   Columbia (supercontinent) című angol Wikipédia-szócikk fordításán alapul.  Az eredeti cikk szerkesztőit annak laptörténete sorolja fel. Ez a jelzés csupán a megfogalmazás eredetét és a szerzői jogokat jelzi, nem szolgál a cikkben szereplő információk forrásmegjelöléseként.

## Külső hivatkozások
- Egy ősi szuperkontinens